# Escola de Ciências da Universidade do Minho

A Escola de Ciências da Universidade do Minho (ECUM)  foi criada em 1975, sendo responsável pelo ensino e investigação nas diferentes áreas das Ciências Exactas e Naturais. Integra cinco Departamentos e conta com um corpo docente constituído por 191 membros, dos quais 184 são doutorados, dando resposta a uma estratégia de formação de recursos humanos altamente qualificados.
A sua população estudantil é de cerca de 1200 alunos, distribuídos pelas doze licenciaturas ministradas, e ainda cerca de 436 estudantes de Mestrado e Doutoramento.

## Departamentos
A Escola de Ciências possui 5 Departamentos, disponibilizando 12 Cursos de Licenciatura, 16 Mestrados e 6 Programas Doutorais:
- Departamento de Biologia (DB), responsável por:
  - Licenciaturas em Biologia Aplicada; Biologia-Geologia; Bioquímica; e Ciências do Ambiente;
  - Mestrados em Genética Molecula; Ecologia; Bioquímica Aplicada; Biologia Molecular, Biotecnologia e Bioempreendedorismo em Plantas; Bioinformática; e Biofísica e Bionanossistemas;
- Departamento de Ciências da Terra (DCT)
- Departamento de Física (DF)
- Departamento de Matemática e Aplicações (DMA)
- Departamento de Química (DQ)

## Investigação
As actividades de investigação da Escola de Ciências estão organizadas em Centros de Investigação que integram todos os docentes/investigadores a desenvolver trabalho nos Departamentos da Escola, além de investigadores convidados e alunos de doutoramento.
Unidades de Investigação da Escola de Ciências:
- Centro de Biologia Funcional de Plantas (CBFP)
- Centro de Biologia Molecular e Ambiental (CBMA)
- Centro de Física
- Centro de Matemática
- Centro de Química
- Centro de Ciências da Terra
- Centro de Investigação Geológica, Ordenamento e Valorização de Recursos (CIG-R)

## Instalações
A Escola de Ciências está implantada nos dois campi universitários. No campus de Gualtar, em Braga, localizam-se a administração central, assim como os diferentes Departamentos de Biologia, Ciências da Terra, Física, Matemática e Aplicações, Química e as correspondentes áreas de investigação, organizadas em Centros de Investigação.
No campus de Azurém, em Guimarães, localizam-se também instalações dos Departamentos de Matemática e Aplicações, Química e Física, e as respectivas áreas de ensino e investigação.